# 驶神星
驶神星（107 Camilla）是第107颗被人类发现的小行星，于1868年11月17日发现。驶神星的直径为285千米，质量为1.09×1019千克，公转周期为2368.050天。
小行星以羅馬神話中的沃爾西（Volsci）部落女王卡米拉的名字命名。
驶神星有两颗卫星。第一颗于2001年发现，半径11千米，轨道半长轴1235±16千米。第二颗于2016年发现，半径3.5千米，轨道半长轴340千米。

## 錯誤的中文譯名
卡米拉是羅馬神話中沃爾西部落米塔巴斯（Metabus）國王和王后卡西米拉（Casmilla）的女兒。卡米拉小時候已經是一位出色的女獵人，傳説她能夠跑得很快，可以越過一塊麥田而不會打斷植物的頂端。不過她的生平與駕駛戰車，行駛毫無關係。
中國首次出現這顆小行星的中文譯名是由偉烈亞力（Alexander Wylie）和李善蘭翻譯約翰·赫歇爾（John Frederick William Herschel）的《談天》（Outlines of Astronomy），原文1859年由上海墨海書館（The London Missionary Society Press）刊行，當時的譯名是「駛女星」，後來卻變成「駛神星」，而非和她生平事蹟有關的「獵王星」、「獵女星」或者「跑神星」。